# Moya Brennan
Moya Brennan, geboren als Máire Philomena Ní Bhraonáin (Dublin, 4 augustus 1952) en aanvankelijk beter bekend als Máire Brennan, is een Ierse folkzangeres en harpiste, vooral bekend van haar werk met de band Clannad.
Brennan gaf haar eerste soloalbum uit in 1992, Maire. Misty Eyed Adventures volgde drie jaar later. Perfect Time en Whisper to the Wild Water volgden daarna.
In 2000 schreef Moya Brennan een autobiografie genaamd de The Other Side of The Rainbow (Andere Kant van de Regenboog). In dit boek beschrijft ze haar ideale jeugd, de successen en dieptepunten met Clannad, haar drugs- en alcoholverslaving en hoe ze die overwonnen heeft.
In 2002 liet ze haar naam veranderen in Moya Brennan (een spelling die dichter bij de fonetische uitspraak van haar Ierse naam ligt), en gaf een album Two Horizons uit.
Moya is de oudste zuster van de zangeres Enya, die ook kort lid van Clannad was in het begin van de jaren 80.

## Soloalbums
- 1992 Máire
- 1994 Misty Eyed Adventures
- 1998 Perfect Time
- 1999 Whisper To The Wild Water
- 2003 Two Horizons
- 2005 Óro
- 2005 An Irish Christmas EU
- 2006 An Irish Christmas USA
- 2006 Signature
- 2008 Heart Strings
- 2010 My match is a making
- 2017 Canvas

## Samenwerkingsprojecten
Moya Brennan werkte samen met andere artiesten, onder wie:
- Bono - het duet "In A Lifetime" (met Clannad, voor het album Macalla)
- Bruce Hornsby - Het duet "Something To Believe In" (met Clannad, voor het album Sirius)
- Hans Zimmer - Voor de film King Arthur werd het nummer "Tell Me Now" opgenomen.
- Paul Young - het duet "Both Sides Now" (met Clannad)
- Schiller - De nummers "Miles and Miles" en "Falling" op het album Tag und Nacht
- Michael McDonald - "Don't Give Up" verscheen op het album Whisper To The Wild Water, en Stream van McDonald.
- The Chieftains - "Silent Night, Lullabies"
- Alan Parsons - "The Call Of The Wild" op het album The Time Machine 1999
- Chicane - Saltwater 1999
- Grand Canal - "Green to Gold 2008" - voor het Iers Olympisch team
- Roger Shah - "Morning Star"
- Shane MacGowan - "You're the one" - The Snake (1994)